# Txapel Aundi
Sociedad Deportiva Txapel Aundi es una sociedad deportiva y gastronómica del barrio de Martutene de San Sebastián (Guipúzcoa) España. Fundada en 1956, durante su historia ha desarrollado diversas actividades: fiestas del barrio, ciclismo (organiza un criterium en otoño), deporte rural, y remo.

## Sección de remo
Estando ubicado en la ribera del Urumea, decidieron aprovechar los recursos que ello les ofrecía para la práctica del remo. Sacaron batel y trainerilla en la década de 1960.
Su mayor logro fue el Campeonato de España de Trainerillas de 1962 con esta tripulación: Rafael Almandoz, Tiburcio Etxeberria, "Bixentiko" Elizondo, J.M. Lizeaga "Ubillos", Antonio Oliden, Victor Sarasola y Klaudio Etxeberria "Gorria".

### Palmarés
- Campeonato de España de Trainerillas (1): 1962.
- Liga de Guipúzcoa de Trainerillas (2): 1961 eta 1962.
- Regatas de trainerillas de Bermeo (1): 1961